# Lisa Arce
Lisa Arce Zimmerman (ur. 8 lipca 1969 w Manhattan Beach) – amerykańska siatkarka plażowa, w parze z Holly McPeak wicemistrzyni świata z 1997.
W 1994 wystartowała w zawodach WPVA, w których zdobyła nagrodę najlepszej debiutantki. W latach 90. i na początku pierwszej dekady XXI w. wygrała 20 krajowych oraz międzynarodowych turniejów, na których w sumie zarobiłą ponad 650 tys. dolarów. Dwukrotnie wygrywała turniej „Queen of the beach”, a w 1997 zdobyła indywidualne nagrody najlepiej blokującej, najlepiej punktującej oraz zawodniczki z największą liczbą asów serwisowych. Po zakończeniu kariery została trenerką swojej macierzystej uczelni Mira Costa, którą poprowadziła do mistrzostwa kraju.

## Życie prywatne
Ma brata o imieniu Rick, który również był siatkarzem plażowym. W marcu 2001 wyszła za mąż za Andrew Zimmermana, z którym ma dwoje dzieci: Ellę i Abby.